# Ак'ярська сільська рада
Ак'я́рська сільська рада (рос. Акърский сельский совет) — муніципальне утворення у складі Хайбуллінського району Башкортостану, Росія. Адміністративний центр — село Ак'яр.

## Населення
Населення — 8884 особи (2019, 8338 в 2010, 6932 в 2002).

## Склад
До складу поселення входять такі населені пункти:
| Населений пункт | Населення, осіб (2002) | Населення, осіб (2010) |
| --------------- | ---------------------- | ---------------------- |
| Ак'яр, село     | 5549                   | 6941                   |
| Садовий, село   | 620                    | 641                    |
| Степний, село   | 763                    | 756                    |